# بزرگ‌شده با دیگری
بزرگ‌شده با دیگری نام دهمین قسمت مجموعه تلویزیونی لاست (گمشده) است.

## داستان
داستان این اپیزود مربوط به کلیر لیتلتون می‌شود و گذشته‌اش را به یاد می‌آورد که از دوست پسرش صاحب بچه‌ای می‌شود، همچنین کلیر در جزیره دزدیده می‌شود.